# 101. østlige længdekreds
Den 101. østlige længdekreds (eller 101 grader østlig længde) er en længdekreds, der ligger 101 grader øst for nulmeridianen. Den løber gennem Ishavet, Asien, det Indiske Ocean, det Sydlige Ishav og Antarktis.